# Epicephala scythropis
Epicephala scythropis är en fjärilsart som beskrevs av Edward Meyrick 1930. Epicephala scythropis ingår i släktet Epicephala och familjen styltmalar.
Artens utbredningsområde är Myanmar. Inga underarter finns listade i Catalogue of Life.